# Нижнеяикбаево
Нижнеяикбаево (баш. Түбәнге Яйыкбай) — деревня в Баймакском районе Республики Башкортостан Российской Федерации. Входит в состав Нигаматовского сельсовета. 

## География
Находится на правом берегу реки Сакмары, в месте впадения реки Амандак.

### Географическое положение
Расстояние до:
- районного центра (Баймак): 35 км,
- центра сельсовета (Нигаматово): 4 км,
- ближайшей железнодорожной станции (Сибай): 80 км.

## Население
| 2002 | 2009 | 2010 |
| ---- | ---- | ---- |
| 163  | ↘140 | ↘123 |

Национальный состав
Согласно переписи 2002 года, преобладающая национальность — башкиры (99 %).

## Религия
В деревне есть мечеть, объект культурного наследия Республики Башкортостан.

## Инфраструктура
Личное подсобное хозяйство с зоной сельскохозяйственного использования, индивидуальная застройка усадебного типа.
Основа экономики — сельское хозяйство.

## Транспорт
Деревня доступна автотранспортом.